# خشخاش قرميدي
الخشخاش القرميدي هو نوع نباتي ينتمي إلى جنس الخشخاش في الفصيلة الخشخاشية.

## الوصف النباتي
النبات معمر، لون الزهرة قرميدي إلى برتقالي.